# 三浦優希
三浦 優希（みうら ゆうき、1996年7月19日 - ）は、東京都東大和市出身のプロアイスホッケー選手。イーストコースト・ホッケー・リーグ(ECHL)のアイオワ・ハートランダーズに所属。
父親は元アイスホッケー選手の三浦孝之。
ハートランダーズの最多連続出場記録（143試合）を持つ。

## 経歴
早稲田実業高校に入学するが、留学を機に自主退学し、チェコに移住して現地リーグでプレー。その後、日本人のアイスホッケー選手としては初めてレイク・スペーリア州立大学へ進学。4年生時には、25年ぶりとなる大学のカンファレンス優勝や全国大会出場に貢献した。
2021年-22年シーズンからイーストコースト・ホッケー・リーグ(ECHL)のアイオワ・ハートランダーズでプレー。
2023年-24年シーズンは全72試合に出場した。オフの2024年6月27日にハートランダーズと再契約を結んだ。
2024年-25年シーズンはシーズン開幕前の2024年7月1日に苫小牧市のnepiaアイスアリーナでのアイスホッケー男子日本代表の代表選考合宿に招集された。8月1日にデンマークのオールボーで開催されるミラノ・コルティナダンペッツォオリンピックの最終予選と事前合宿の日本代表に選出された。

## 人物
アイスホッケー選手だった父親の影響で3歳からアイスホッケーを始める。
大学生の時に軽井沢風越公園アリーナで行われたWorld Hockey LabのGKクリニックでデモシューターとして招聘された際に、デモシューターなのにも関わらずスティックを忘れてくるという珍事件が起こり、主催者も含め全員が「彼は一体何をしに来たんだ？」と笑いで和ませた。その翌年もデモシューターとして招聘されたのだが、今度は絶対に忘れないようにと自宅からの出発前に「今回はちゃんと忘れずに持ちました！これから軽井沢へ向かいます！」と四本のスティックと共に自撮り画像を自宅前からXに投稿し、投稿内容のハッシュタグには「家にあるやつ全部持った」「信頼を取り戻せ」と記入した。その投稿を見た主催者達は「彼は絶対に大物になる」と発言し、当時のデモGKの福藤豊もXで「僕も忘れません」と発言した。

## 詳細情報

### 代表歴
- 2018年平昌オリンピック最終予選日本代表（2016年）
- 2018年アイスホッケー世界選手権日本代表
- 2019年アイスホッケー世界選手権日本代表
- 2022年アイスホッケー世界選手権日本代表
- 2026年ミラノ・コルティナダンペッツォオリンピック最終予選日本代表（2024年）